# Ulusal Egemenlik ve Çocuk Bayramı

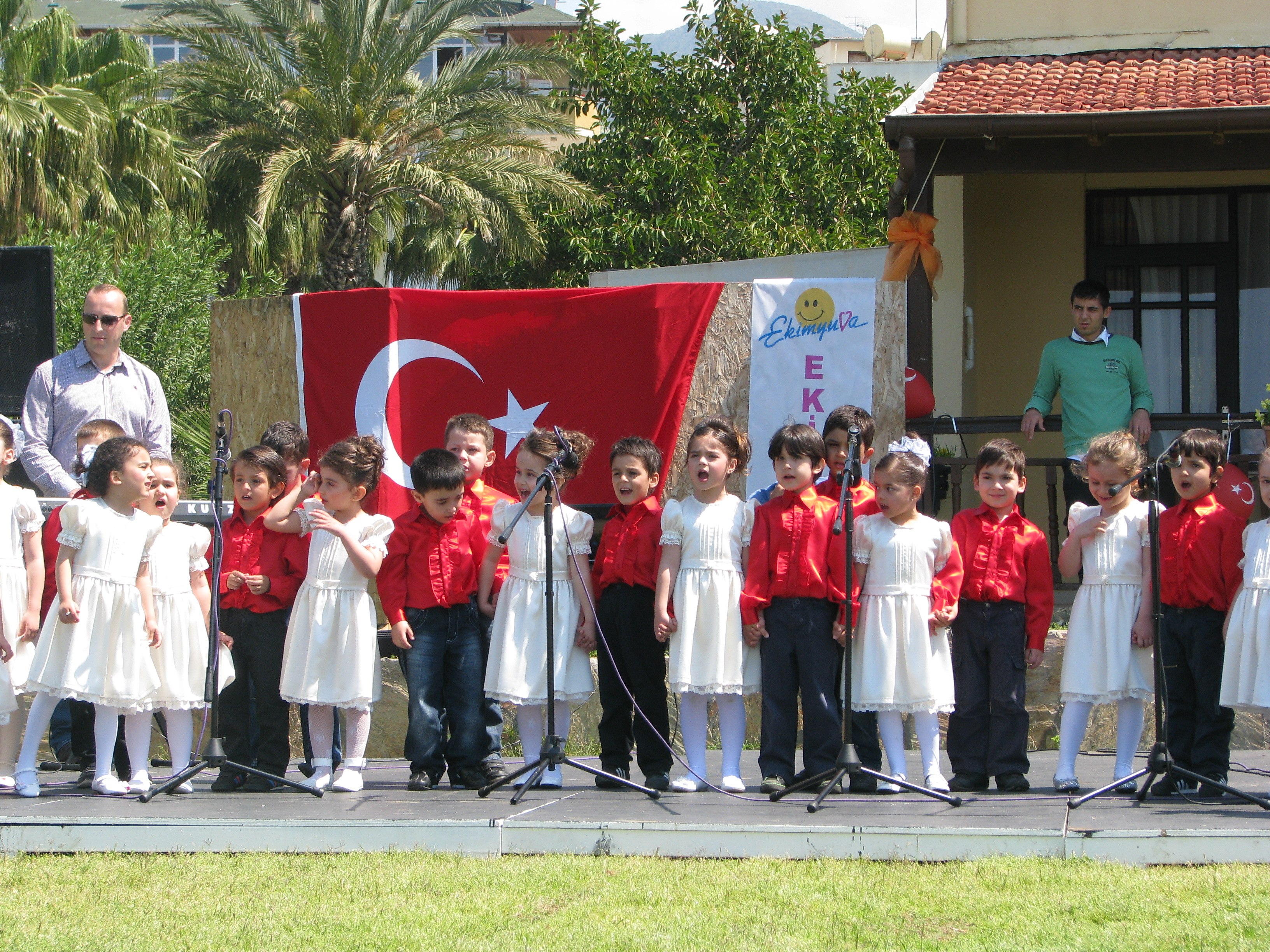
Türkisches Kinderfest 2011 in Alanya

Der Ulusal Egemenlik ve Çocuk Bayramı (türkisch, dt. Feiertag der Nationalen Souveränität und des Kindes, auch 23 Nisan Ulusal Egemenlik ve Çocuk Bayramı, 23 Nisan heißt 23. April) ist seit 1921 ein offizieller Feiertag und Kindertag in der Türkei und der Türkischen Republik Nordzypern. Er ist zudem der nationalen türkischen Souveränität gewidmet und wurde eingeführt, um der Eröffnung der Nationalversammlung sowie der Konstitution des ersten freien Parlaments des Landes am 23. April 1920 unter dem Staatsgründer M. K. Atatürk zu gedenken. Er widmete jenen Tag unter dem Motto Unsere Kinder sind unsere Zukunft (Çocuklarımız geleceğimizdir) den Kindern.
Das 23.-Nisan-Kinderfest ist das größte Kinderfest in seiner Art. Alle Kinder, gleich welcher Nationalität, ungeachtet der Kultur, Ethnie und Religion, sollen an diesem Tag zusammenkommen und miteinander feiern. Die Zielsetzung der Veranstaltungen ist es, Kinderrechte international zu fördern und ein friedvolles Zusammenleben zu erreichen; das Fest soll zur Brüderlichkeit, Liebe und Freundschaft zwischen den Kindern beitragen.
Seit 1979 trägt der Feiertag den erweiterten Titel Internationales Kinderfest und wird auch in anderen Ländern gefeiert.
Am Kinderfest nehmen seit mittlerweile 37 Jahren circa 30.000 Kinder aus 118 Nationen teil.

## Feierlichkeiten in der Türkei
Es finden Straßenumzüge und Feierlichkeiten in Stadien statt. Alljährlich werden Kindergruppen aus dem Ausland in die Türkei eingeladen, die dann in traditionellen Kostümen ihrer Heimatländer an den Feierlichkeiten teilnehmen. Die Feierlichkeiten finden jährlich unter dem Motto von Gründervater Atatürk „Frieden im Land, Frieden auf der Welt“ statt. Die Organisation der Paraden und Feierlichkeiten liegt beim türkischen Rundfunk- und Fernsehsender TRT.
Das 38. internationale Kinderfest 2016 fand vom 18. bis zum 30. April auf dem Expo-Messegelände in Antalya statt. Bei den Feierlichkeiten präsentierten Kinder aus rund 40 Ländern in traditionellen Gewändern Tanzeinlagen zu ihrer Landesmusik. Danach fanden unterschiedliche Ausflüge statt, unter anderem zum türkischen Mausoleum Anıtkabir Atatürks, der den 23. April den Kindern als Kinderfest gewidmet hat.

## Feierlichkeiten in Deutschland

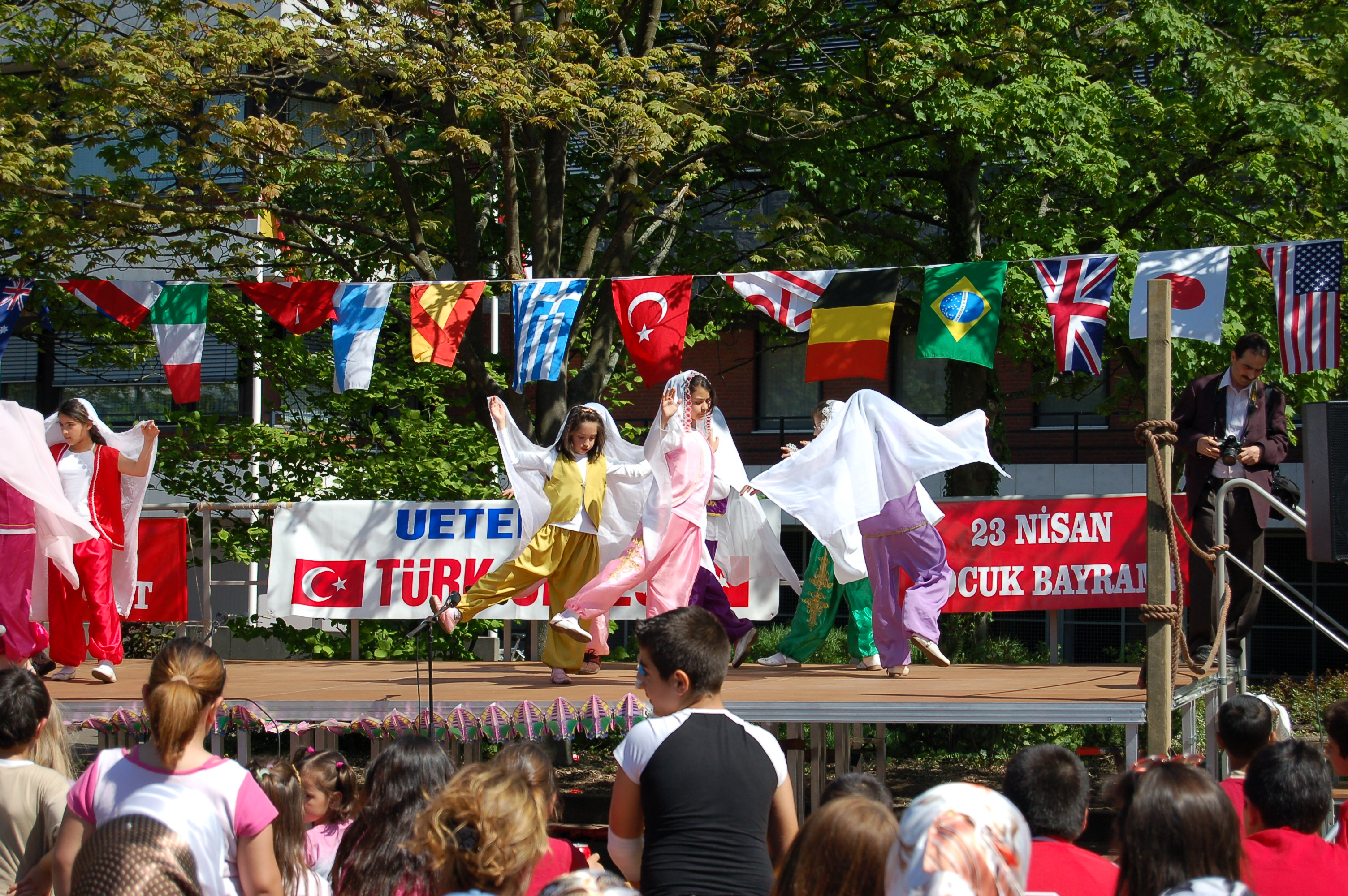
Türkisches Kinderfest 2007 in Uetersen

Am 23. April veranstalten verschiedene türkische Vereine, die im Zuge der Einwanderung aus der Türkei in die Bundesrepublik Deutschland entstanden sind, Feierlichkeiten anlässlich des Tag des Kindes. Während sich einige Feste nur an türkische Kinder richten, werden seit 1994 vielerorts auch interkulturelle Kinderfeste organisiert, die den ursprünglichen Gedanken der Völkerverständigung betonen. Diese internationalen Kinderfeste werden in Kooperation mit deutschen Einrichtungen der Kinder- und Jugendarbeit sowie mit anderen Migrantenvereinen unter anderem in Berlin und Stuttgart veranstaltet.

### Berlin
Im Jahr 2000 wurde das Kinderfest das erste Mal auch in Berlin veranstaltet. Es erstreckt sich vom Brandenburger Tor bis zur Yitzhak-Rabin-Straße. 2007 waren es nach Medienberichten Hunderttausende von Besuchern. Das Programm auf der Hauptbühne vor dem Brandenburger Tor wird seit einigen Jahren von der Kindersparte des ZDF und dem Kinderkanal KiKA unter Beteiligung zahlreicher aus dem Programm bekannter Stars präsentiert.
Organisiert wird das Kinderfest hier von einer ehrenamtlich tätigen Arbeitsgemeinschaft, die sich aus über 60 Vereinen und Dachverbänden zusammensetzt. Diese Arbeitsgemeinschaft ist auf die finanzielle Unterstützung von Sponsoren sowie Spenden angewiesen. Der Veranstalter, 23 Nisan e. V., legt Wert darauf, dass alle Bemühungen im Interesse der Kinder der Gesellschaft stehen und keine kommerziellen und politischen Zwecke verfolgt werden.
Zu den Aktivitäten gehört unter anderem eine Bühne, auf der Kinder aus allen Weltkulturen ihr Können unter Beweis stellen. Weitere Aktivitäten sind eine Kinderolympiade, ein Malwettbewerb sowie ein Fußballturnier. Die zwei Festtage unter dem Motto ein glückliches Miteinander sind nicht nur für die Kinder spannend, sondern bieten auch eine große Vielfalt für die Erwachsenen.